# آيت إيسفول (مصيسي)
آيت إيسفول هي إحدى مشيخات المملكة المغربية، تتبع جغرافيا لإقليم تنغير وإداريًا لمصيسي. يقدر عدد سكانها بـ 3531 نسمة حسب الإحصاء الرسمي للسكان والسكنى لسنة 2004.